# Hjälmared (Västergötland)
Hjälmared is een plaats in de gemeente Alingsås in het landschap Västergötland en de provincie Västra Götalands län in Zweden. De plaats heeft 231 inwoners (2005) en een oppervlakte van 36 hectare.

## Verkeer en vervoer
Bij de plaats loopt de Länsväg 180.